# Engelbrekt från Morkarlby
 Engelbrekt Jonsson Myckelåsen, även känd som Engelbrekt från Morkarlby, var enligt Gustav Vasas öden och äventyr i Dalarna en av de två skidlöpare som skickades från Mora för att hämta tillbaka Gustav Vasa julveckan 1521.
Engelbrekt har felaktigt kallats Jon Engelbrekt Michelsen, vilket påstås vara en felskrivning av Jon Engelbrekt Myckelåsen. I 1539 års skattelängd står "Jon Engelbrectss ij Mijcklaåss".